# Бюлаг (Вайомінг)
Бюлаг (англ. Beulah) — переписна місцевість (CDP) в США, в окрузі Крук штату Вайомінг. Населення — 84 особи (2020).

## Географія
Бюлаг розташований за координатами 44°32′45″ пн. ш. 104°4′58″ зх. д. / 44.54583° пн. ш. 104.08278° зх. д. (44.545961, -104.082790).  За даними Бюро перепису населення США в 2010 році переписна місцевість мала площу 1,43 км², уся площа — суходіл.

## Демографія
Згідно з переписом 2010 року, у переписній місцевості мешкали 73 особи в 30 домогосподарствах у складі 18 родин. Густота населення становила 51 особа/км².  Було 39 помешкань (27/км²).
Расовий склад населення:
| - 95,9 % — білих - 1,4 % — чорних або афроамериканців |

До двох чи більше рас належало 2,7 %. Частка іспаномовних становила 0,0 % від усіх жителів.
За віковим діапазоном населення розподілялося таким чином: 31,5 % — особи молодші 18 років, 61,7 % — особи у віці 18—64 років, 6,8 % — особи у віці 65 років та старші. Медіана віку мешканця становила 32,1 року. На 100 осіб жіночої статі у переписній місцевості припадало 135,5 чоловіків;  на 100 жінок у віці від 18 років та старших — 108,3 чоловіків також старших 18 років.
Цивільне працевлаштоване населення становило 77 осіб. Основні галузі зайнятості: сільське господарство, лісництво, риболовля — 68,8 %, роздрібна торгівля — 31,2 %.